# Festival Eurovisão da Canção Júnior 2011
O Festival Eurovisão da Canção Júnior 2011 (em inglês: Junior Eurovision Song Contest 2011, em Francês: Concours Eurovision de la Chanson Junior 2011 e em arménio: Մանկական Եվրատեսիլ 2011) foi a 9.ª edição do Festival Eurovisão da Canção Júnior a 3 de dezembro de 2011 no Complexo de Concertos e Desportivo Karen Demirchyan, em Ierevan na Arménia. Esta é a 9º edição do certame,sendo a primeira realizada pela APMTV.Será a primeira edição na qual o país vencendor da edição anterior do Festival Junior sediará a edição posterior,pois até ao momento não era obrigatório o país vencedor sediar o JESC.Sietse Bakker, será o novo supevisor exclusivo do Festival da Canção Júnior substituindo Svante Stockselius e irá realizar o seu trabalho, juntamente com Jon Ola Sand, que  é o supervisor executivo do UER, já que em 1 de janeiro de 2011 assumiram completamente as suas funções.

## Organização
Até o momento são praticamente desconhecidos a maioria dos detalhes da organização do 9º Festival Eurovisão da Canção Júnior.
Depois de vários rumores sobre a continuidade do concurso infantil, Svante Stockselius ,o então Supervisor Executivo da UER, confirmou numa conferência de imprensa, a 19 de novembro de 2010 , que em 2011 será realizada uma nova edição do Festival.
No entanto 3 países que participaram na edição anterior se retiraram Letônia, Malta e a Sérvia,assim essa se torna a edição do concurso com o menor número de participantes da história.Apenas doze. Com as intenções de aumentar o número de participantes para que o evento não fosse cancelado, a EBU-UER tentou negociar até o último momento com a TVE da Espanha para uma possível volta do país para o concurso e com a RAI da Itália e com a SMRTV de São Marino,já que no momento as duas emissoras decidiram não participar do concurso.Antes,dessa confirmação,várias negociações foram feitas com outras emissoras,inclusive dos países nordícos e da Roménia.

## Alterações nas Regras
Este ano o JESC terá uma alteração no horário, pois ao invés de começar às 20h15 locais, irá começar começar mais cedo às 19h30 locais,devido a diferença de três horas,entre Ierevan e os demais países participantes. Além desta novidade, a outra está relacionada ao uso da língua , porque a partir desta edição,a letra de cada canção poderá ter até 25% da letra na língua inglesa (caso não seja uma das línguas oficiais do país) na letra da canção escolhida.

## Local
A União Europeia de Radiodifusão (EBU) convidou as televisões interessadas, a se candidataram para ter os direitos da organização do Festival Eurovisão da Canção Júnior 2011. As quatro emissoras candidatas para sediar o 9º Festival Eurovisão da Canção Júnior foram as seguintes:  (ARMTV) da Arménia, a (SVT) da Suécia, a (GPB-SSM) da Geórgia e novamente a Bielorrússia ( BTRC ), que poderia ser a primeira emissora a sediar o concurso por dois anos consecutivos. No entanto, quem venceu a candidatura foi a Armênia,que havia ganhado a edição anterior em 2010,e o local escolhido foi Complexo de Concertos e Desportivo Karen Demirchyan, na capital Ierevan, para sediar o concurso.
Este complexo está localizado na colina de Tsitsernakaberd, perto do rio Razdã. O complexo é composto por três grandes estruturas, uma para shows de pequeno porte, e um Espaço Desportivo, além da sala de conferências Hayastan, que é utilizada nas cimeiras políticas, feiras e exposições.
O Complexo Demirchyan, como também é conhecido, sofreu uma reforma entre 2005 e 2008, reabrindo para o público em 31 de outubro de 2008. Na arena, que provalvelmente deverá ser utilizada para o JESC, a capacidade deve variar entre 8 a 11 mil pessoas.

## Logotipo
No dia 15 de julho de 2011,a EBU e a AMPTV anunciou juntamente com a lista de participantes o logotipo e o slogan desta edição.O conceito se chama : Alcançar o topo! O tema é refletido no logotipo que é composto por várias barras de um equalizador formando o Monte Ararate que é visto por toda a cidade de Ierevan.
O logotipo, que foi projetado pela equipe criativa da AMPTV em cooperação com o estúdio de Anton Baranov,responsável pelo conceito da Eurovisão Júnior de 2010  e com a EBU-UER, será disponibilizada nas cores da bandeira de todos os países participantes, e será utilizado para todas as seleções nacionais e fins promocionais.

## Participações Individuais
Durante cerca de 5 meses, todos os países terão que escolher os seus representantes, assim como as músicas que os mesmos irão interpretar em Ierevan, no Complexo de Concertos e Desportivo Karen Demirchyan. Para realizar tal seleção, cada país utilizará o seu próprio processo de selecção. Existem diferentes métodos de escolha dos intérpretes e temas, sendo eles a escolha interna total, onde a emissora responsável pelas escolhas, opta por ser ela própria a decidir o cantor e a música, mas também pode existir um escolha interna, seguida de uma final nacional, isto é, a emissora escolhe, por exemplo, o tema e deixa a escolha do intérprete para uma final nacional, ou vice-versa. Por fim, existe ainda o método mais usado, a Final Nacional, onde o intérprete e tema são escolhidos através de uma votação, que pode ser inteiramente televoto, ou júri/televoto.

## Participações
A confirmação de participações por parte de vários países começou em julho de 2010, logo após a confirmação de Ierevan como sede do evento.
| País               | Título original da Canção                        | Artista                  | Processo                     | Data da Selecção                                           |  |
| País               | Tradução em Português                            | Idiomas de Interpretação | Processo                     | Data da Selecção                                           |  |
| ------------------ | ------------------------------------------------ | ------------------------ | ---------------------------- | ---------------------------------------------------------- |  |
| Arménia            | "Welcome to Armenia"                             | Dalita                   |                              | Final:                                                     |  |
| Arménia            | "Bem Vindo à Arménia"                            | Armênio, língua inglesa  |                              | Final:                                                     |  |
| Bélgica            | "Een Kusje Meer"                                 | Femke                    |                              | Final: 30 de Setembro de 2011                              |  |
| Bélgica            | "Mais Um Beijo"                                  | Holandês                 |                              | Final: 30 de Setembro de 2011                              |  |
| Bielorrússia       | "Angely dobra" (Ангелы добра)                    | Lidiya Zabolotskaya      | Canção Para a Eurovisão 2011 | Semi-Finais: setembro de 2011 Final: setembro de 2011      |  |
| Bielorrússia       | "Anjo do Bondade"                                | Bielorrusso              | Canção Para a Eurovisão 2011 | Semi-Finais: setembro de 2011 Final: setembro de 2011      |  |
| Bulgária           | "Supergeroy" (Супергерой)                        | Ivan Ivanov              |                              | Final: 3 de Outubro de 2011                                |  |
| Bulgária           | "Super Herói"                                    | língua búlgara           |                              | Final: 3 de Outubro de 2011                                |  |
| Geórgia            | "Candy Music"                                    | Candy                    | 9 de Julho de 2011           | Final: 1 de julho de 2011                                  |  |
| Geórgia            | "Música Doce"                                    | língua georgiana         | 9 de Julho de 2011           | Final: 1 de julho de 2011                                  |  |
| Letónia            | "Moondog"                                        | Amanda Bašmakova         |                              | Final:                                                     |  |
| Letónia            | "Cão da Lua"                                     | língua letã              |                              | Final:                                                     |  |
| Lituânia           | "Debesys"                                        | Paulina Skrabytė         |                              | Final: 18 de Setembro de 2011                              |  |
| Lituânia           | "Nuvens"                                         | Lituano                  |                              | Final: 18 de Setembro de 2011                              |  |
| Macedónia do Norte | "Zhimi ovoj frak" (Жими овој фрак)               | Dorijan Dlaka            |                              | Final: 24 de Setembro de 2011                              |  |
| Macedónia do Norte | "Juro Por Este Fraque"                           | língua macedônia         |                              | Final: 24 de Setembro de 2011                              |  |
| Moldávia           | "No No"                                          | Lerika                   |                              | Escolha Interna: 9 de Outubro de 2011                      |  |
| Moldávia           | -                                                | Moldavo                  |                              | Escolha Interna: 9 de Outubro de 2011                      |  |
| Países Baixos      | "Ik Ben Een Teenager"                            | Rachel                   |                              | Final: 1 de Outubro de 2011                                |  |
| Países Baixos      | "Sou Uma Adolescente"                            | língua neerlandesa       |                              | Final: 1 de Outubro de 2011                                |  |
| Rússia             | "Kak Romeo i Dzhulyetta" (Как Ромео и Джульетта) | Ekaterina Ryabova        | Evrovidenie 2011             | Final: 29 de maio de 2011                                  |  |
| Rússia             | "Como Romeu e Julieta"                           | Russo                    | Evrovidenie 2011             | Final: 29 de maio de 2011                                  |  |
| Suécia             | "Faller"                                         |                          |                              | Dois Espectáculos: Entre setembro e outubro de 2011        |  |
| Suécia             | "Queda"                                          | Sueco                    |                              | Dois Espectáculos: Entre setembro e outubro de 2011        |  |
| Ucrânia            | "Evropa" (Європа)                                | Kristall                 |                              | Semi-Final: 11 de junho de 2011 Final: 31 de julho de 2011 |  |
| Ucrânia            | "Europa"                                         | Ucraniano                |                              | Semi-Final: 11 de junho de 2011 Final: 31 de julho de 2011 |  |

## Festival
| #  | País               | Língua                    | Artista            | Canção                                           | Tradução para português | Lugar | Pontuação |
| -- | ------------------ | ------------------------- | ------------------ | ------------------------------------------------ | ----------------------- | ----- | --------- |
| 01 | Rússia             | Russo                     | Katya Ryabova      | "Kak Romeo i Dzhulyetta" (Как Ромео и Джульетта) | Como Romeu e Julieta    | 3     | 99        |
| 02 | Letónia            | Letão                     | Amanda Bašmakova   | "Mēness suns"                                    | O cão da lua            | 12    | 31        |
| 03 | Moldávia           | Romeno, língua inglesa    | Lerika             | "No, No"                                         | Não Não                 | 6     | 78        |
| 04 | Arménia            | Arménio, língua inglesa   | Dalita             | "Welcome To Armenia"                             | Bem Vindo à Arménia     | 5     | 85        |
| 05 | Bulgária           | língua búlgara            | Ivan Ivanov        | "Supergeroy" (Супергерой)                        | Super Herói             | 8     | 60        |
| 06 | Lituânia           | Lituano                   | Paulina Skrabytė   | "Debesys"                                        | Nuvens                  | 10    | 53        |
| 07 | Ucrânia            | Ucraniano, língua inglesa | Kristall           | "Evropa" (Европа)                                | Europa                  | 11    | 42        |
| 08 | Macedónia do Norte | Macedónio                 | Dorijan Dlaka      | "Žimi ovoj frak" (Жими овој фрак)                | Juro por este fraque    | 12    | 31        |
| 09 | Países Baixos      | Holandês                  | Rachel             | "Ik ben een teenager"                            | Sou uma adolescente     | 2     | 103       |
| 10 | Bielorrússia       | Russo                     | Lidiya Zablotskaya | "Angely dobra" (Ангелы добра)                    | Anjo da Bondade         | 3     | 99        |
| 11 | Suécia             | Sueco                     | Erik Rapp          | "Faller"                                         | Queda                   | 9     | 57        |
| 12 | Geórgia            | Georgiano                 | Candy              | "Candy Music"                                    | -                       | 1     | 108       |
| 13 | Bélgica            | Holandês                  | Femke              | "Een kusje meer"                                 | Mais um beijo           | 7     | 64        |

### Retiradas Confirmadas
Malta

 Sérvia-A Sérvia decidiu fazer uma pausa de um ano por várias razões, uma das quais é a crise financeira.

### Regressos
Bulgária